# 松山高中籃球隊
松山高中男子籃球隊（Songshan Senior High School Men's Basketball Team）是一支代表臺北市立松山高級中學出戰高中籃球甲級聯賽的學生籃球隊，曾六度獲得冠軍。在黃萬隆執教下，球隊擁有較其他隊伍出色的防守能力，因而有「綠色神盾」的美譽。
松山高中男子籃球隊的吉祥物為老鷹。

## 球隊簡史
黃萬隆自1995年起執掌松山高中籃球隊兵符，並以防守作為訓練重點，而其執教風格更令球員與球迷印象深刻，陳信安也戲稱球隊宛如少林寺。松山高中籃球隊在88學年度HBL賽事首次晉級冠軍賽，卻不敵田壘、周士淵、李奇勳、莊曉文、吳永仁率領的三民家商，獲得該屆亞軍。
直至97學年度，松山高中籃球隊以16勝佳績獲得隊史首冠，之後兩年更在胡瓏貿的全能表現下順利完成HBL史上首次三連霸。
103學年度，極具天賦的高國豪加入球隊，松山高中籃球隊三年內兩度奪得冠軍。高也在畢業後赴美挑戰NCAA第一級別。
113學年度，正式改由葉韋喬接棒擔任總教練，延續過往黃萬隆所建立的球風，以防守為本，進攻端則更靈活而自由奔放，同年於HBL賽事過關斬將，不僅寫下隊史首度自外卡闖冠軍賽的紀錄、為隊史奪得第七座冠軍。主控劉程恩成為HBL史上首位在冠軍賽繳出大三元的球員，而葉韋喬亦獲得該年度最佳教練。

## 歷年戰績
| 學年度 | 戰績                                            | 結果         | 最有價值球員 | 來源   |
| ------ | ----------------------------------------------- | ------------ | ------------ | ------ |
| 96     | 預賽3勝0敗 複賽3勝0敗 準決賽5勝2敗              | 第5名        | 不適用       | [ 7 ]  |
| 97     | 預賽3勝0敗 複賽3勝0敗 準決賽7勝0敗              | 冠軍         | 桑一慶       | [ 8 ]  |
| 98     | 預賽4勝0敗 複賽5勝0敗 準決賽4勝3敗              | 冠軍         | 洪康喬       | [ 9 ]  |
| 99     | 預賽3勝0敗 複賽4勝1敗 準決賽6勝1敗              | 冠軍         | 胡瓏貿       | [ 10 ] |
| 100    | 預賽3勝0敗 複賽1勝4敗 外卡2勝0敗                | 未晉級準決賽 | 不適用       |        |
| 101    | 預賽3勝0敗 複賽2勝3敗                           | 未晉級準決賽 | 不適用       |        |
| 102    | 預賽1勝2敗 複賽3勝2敗 準決賽3勝4敗              | 第6名        | 不適用       |        |
| 103    | 預賽2勝1敗 複賽5勝0敗 準決賽4勝3敗              | 冠軍         | 高國豪       |        |
| 104    | 預賽3勝0敗 複賽5勝0敗 準決賽7勝0敗              | 亞軍         | 不適用       |        |
| 105    | 預賽3勝0敗 複賽5勝0敗 準決賽5勝2敗              | 冠軍         | 高國豪       |        |
| 106    | 預賽3勝0敗 複賽3勝2敗 準決賽6勝1敗              | 冠軍         | 林勵         | [ 11 ] |
| 107    | 預賽3勝0敗 複賽4勝1敗 準決賽4勝3敗              | 第5名        | 不適用       |        |
| 108    | 預賽2勝1敗 複賽3勝4敗                           | 未晉級準決賽 | 不適用       |        |
| 109    | 資格賽3勝0敗 預賽1勝2敗 複賽3勝2敗 準決賽2勝5敗 | 第6名        | 不適用       | [ 12 ] |
| 110    | 預賽2勝1敗 複賽4勝1敗 準決賽3勝4敗              | 第5名        | 不適用       |        |
| 111    | 預賽2勝1敗 複賽4勝1敗 準決賽6勝1敗              | 第3名        | 不適用       | [ 13 ] |
| 112    | 預賽2勝1敗 複賽4勝1敗 準決賽3勝4敗              | 第4名        | 不適用       | [ 14 ] |
| 113    | 預賽2勝1敗 複賽2勝3敗 準決賽4勝3敗              | 冠軍         | 劉程恩       |        |